# Лафиа
Лафиа (англ. Lafia) — город в центральной части Нигерии, административный центр штата Насарава.

## Географическое положение
Город находится в центральной части Нигерии. Абсолютная высота — 289 метров над уровнем моря.

## Население
По данным переписи 1991 года численность населения Лафиа составляла 79 387 человек.
Динамика численности населения города по годам:
| 1991   | 2006    |
| ------ | ------- |
| 79 387 | 330 712 |

## Религия
Город является центром католической епархии Лафиа.

## Спорт
В городе есть футбольный клуб Насарава Юнайтед.